# Oliviu Gherman
Oliviu Gherman (n. 26 aprilie 1930, Sânmihaiu de Sus, Turda, Cluj, România – d. 11 august 2020, București, România) a fost un fizician, politician, profesor universitar și diplomat român. A fost senator în legislaturile 1990-1992, 1992-1996 și 1996-2000, ales în județul Dolj pe listele partidului FSN, apoi ales senator în circumscripția electorală nr. 41 București. În cadrul activității sale parlamentare, Oliviu Gherman a fost membru în următoarele grupuri parlamentare de prietenie:
- în legislatura 1990-1992: Statul Israel, Regatul Unit al Marii Britanii și Irlandei de Nord;
- în legislatura 1996-2000: Republica Coasta de Fildeș, Republica Africa de Sud;
- în legislatura 2000-2004: India, Republica Africa de Sud.

În legislatura 1996-2000, Oliviu Gherman a fost membru în comisia pentru privatizare și administrarea activelor statului (din sep. 1999), comisia pentru cultură, artă și mijloace de informare în masă (din dec. 1996) și comisia pentru muncă, familie și protecție socială (până în sep. 1999.) 
Oliviu Gherman a fost președintele partidului FDSN (devenit ulterior PDSR), în perioada 1992-1996.
Oliviu Gherman a demisionat din Senat pe data de 27 august 2001 și a fost înlocuit de Constantin Alexa. Oliviu Gherman a fost senator F.S.N. (1990-1992), F.D.S.N. (1992-1996), P.D.S.R. (1996-2000), președinte al F.D.S.N. si al Senatului (1992-1996). Din 2001, Oliviu Gherman a fost ambasador la Paris.
În 1998, a votat împtriva deschiderii spațiului aerian pentru avioanele Alianței Nord-Atlantice (NATO) .